# Svärtegölen
Svärtegölen är en sjö i Vaggeryds kommun i Småland och ingår i Lagans huvudavrinningsområde. Sjön är 11,4 meter djup, har en yta på 0,023 kvadratkilometer och befinner sig 282 meter över havet.